# You Want It Darker
You Want It Darker је четрнаести студијски албум канадског кантаутора Леонарда Коена, објављен 21. октобра 2016. у издању Columbia Records, 17 дана пре Коенове смрти. Албум је настао на крају његовог живота и фокусира се на теме као што су смрт, Бог и хумор. Након објаве уследиле су похвале критике. Насловна нумера је награђена Греми наградом за најбоље рок извођење у јануару 2018. То је био последњи Коенов албум који је издао током његовог живота, а после њега је уследио постхумни албум Thanks for the Dance у новембру 2019. године.
Након опсежне турнеје између 2008. и 2013. године, Леонард Коен је почео да пати од „вишеструких прелома кичме“, међу осталим физичким проблемима, према наводу његовог сина Адама Коена. Због проблема са покретношћу Леонарда Коена, албум је снимљен у дневној соби његовог дома у Лос Анђелесу, а затим послат е-поштом његовим музичким сарадницима.
Коен је рекао да му је његово стање помогло да елиминише све ометања током снимања албума: „У одређеном смислу, ова конкретна мука је испуњена са много мање дистракција него што је био случај у неким другим периодима у мом животу и заправо ми омогућава да радим са мало више концентрације и континуитета него када сам имао обавезе да зарађујем за живот, да будем муж, да будем отац“. Упркос свом здравственом стању, Адам Коен је рекао да би „повремено, у налетима радости, чак, због свог бола, устао испред звучника, а ми бисмо понављали песму изнова и изнова као тинејџери“.
Музички, албум је „мало оскуднији и акустичнији“ у поређењу са његовим недавним албумима, према Адаму Коену. Блуз доминира албумом.
You Want It Darker је добио је широко признање музичких критичара. На Метакритик-у, који критикама мејнстрим критичара додељује оцену до 100, албум је добио просечну оцену 92, што указује на „универзално признање“, на основу 28 рецензија.

## Песме
Текст за све песме је написао Коен.
1. You Want It Darker
2. Treaty
3. On the Level
4. Leaving the Table
5. If I Didn't Have Your Love
6. Traveling Light
7. It Seemed the Better Way
8. Steer Your Way
9. String Reprise / Treaty

## Позиције албума
| Публикација     | Листа                               | Година | Ранг |
| --------------- | ----------------------------------- | ------ | ---- |
| The A.V. Club   | 50 најбољих албума АВ клуба у 2016. | 2016   | 11   |
| The Independent | Најбољи албуми 2016.                | 2016   | 3    |
| Мојо            | 50 најбољих албума 2016.            | 2016   | 5    |
| Залепите        | 50 најбољих албума 2016.            | 2016   | 17   |
| Pitchfork       | 50 најбољих албума 2016.            | 2016   | 17   |
| Pitchfork       | 200 најбољих албума 2010-их         | 2019   | 118  |
| Rolling Stone   | 50 најбољих албума 2016.            | 2016   | 9    |
| Stereogum       | 50 најбољих албума 2016.            | 2016   | 34   |
| The Wire        | Топ 50 издања године                | 2016   | 22   |

У Канади, You Want It Darker је дебитовао на врху листе албума, са 19.400 у традиционалној продаји и укупно 20.000 јединица. Албум је био на врху три недеље заредом и продат је у 106.000 примерака до краја године у Канади. У Сједињеним Америчким Државама, You Want It Darker је дебитовао на 10. месту на Билборду 200. То је други Коенов албум међу 10 најбољих америчких албума. У Уједињеном Краљевству, албум је дебитовао на четвртом месту британске листе албума, продавши 20.330 примерака у првој недељи, чиме је постао пети албум Леонарда Коена у топ 10 УК. Албум је достигао 1. место на листи фламанских албума и остао на позицији 7 недеља.